# Fiesta de los Reyes Magos de Tizimín
Fiesta de los Reyes Magos de Tizimín es una celebración que se lleva a cabo anualmente en Tizimín, ciudad oriental del estado de Yucatán, México. Se organiza en la ocasión una feria, de carácter regional, que lleva tal nombre y que se realiza del 28 de diciembre al 7 de enero siendo muy concurrida por el público. Participan en ella numerosos expositores ganaderos (la principal actividad del municipio), agricultores, industriales y artesanales.
Es la feria más antigua y una de las más importantes del Sureste de México. En el estado de Yucatán es la segunda de mayor importancia, solo después de la Feria Yucatán (Xmatkuil), recibiendo anualmente a más de un millón 200 mil visitantes.

## Historia
En Tizimín (del maya: Lugar del tapir), los frailes franciscanos construyeron, entre los siglos XVI y  XVII (1563 - 1666), un convento cuya parroquia se denominó de los Santos Reyes, haciendo que estos, los Reyes Magos (que no son santos para la iglesia católica) fueran los patrones del templo y de la localidad. Las imágenes de ellos, entronizadas en la parroquia, fueron traídas desde finales del siglo XVI de Guatemala. En torno al convento y su iglesia se comenzaron a realizar desde esa época colonial festividades populares en los primeros días de cada año, rematándolas precisamente el 6 de enero, día en que la cristiandad celebra la llegada de los Reyes Magos, conforme a la leyenda.
Por los escritos del fraile Andrés Avendaño y Loyola se sabe que había desde tiempos precolombinos peregrinaciones anuales de la población maya a esta localidad para rendir culto a tres deidades vitales y que eran Yum Chaak (deidad de la lluvia), Yum K'aax (deidad de los bosques y de la agricultura) y Yum Ik (deidad del viento), a las que se tributaba en un montículo donde, ya en tiempos coloniales, se erigió la parroquia arriba citada. Posteriormente los frailes católicos sustituyeron a las tres deidades mayas por los tres reyes magos, explicando a los indígenas mayas que, tras haber sufrido una transmutación, se trataba de las mismas deidades con nombres diferentes.
Al inicio de las festividades, los dueños de las estancias o ranchos colaboraban ofreciendo ganado para realizar las vaquerías y bailes populares. También los religiosos promovían el evento organizando a las denominadas cofradías y gremios. La fiesta fue ganando tradición conforme transcurrió el tiempo, siempre mezclado el aspecto religioso.
En épocas más recientes, hacia mediados del siglo pasado, se inició la realización de la Feria Anual Ganadera que se entreveró con las festividades de carácter religioso, ampliándose el tiempo de realización. En la actualidad la fiesta comienza el 28 de diciembre por la noche con la llamada Alborada de Bajada, bajándose las imágenes de los Reyes Magos de su altar para instalarlas en el altar mayor de la iglesia. Después, el 30 de diciembre, se celebra la gran vaquería o Alborada de la Fiesta, que dura hasta el día siguiente, 31 de diciembre, en que tiene lugar la pozolada y una segunda vaquería en la plaza de toros a donde se trasladan los participantes al son de La Angaripola, música de jarana yucateca.
Simultáneamente es realizada la feria y exposición, que al principio fue meramente ganadera, y que con el tiempo se ha convertido en una amplia exhibición de ganadería, de productos agrícolas y de artesanías, feria que atrae numerosos visitantes a la región, tanto del estado de Yucatán, como de entidades circunvecinas. Esta feria ha tomado el nombre y heredado la tradición de las fiestas religiosas.